# Smile 2
Smile 2 (bra: Sorria 2; prt: Sorri 2) é um filme de terror psicológico sobrenatural de 2024 escrito e dirigido por Parker Finn. Uma sequência direta de Smile (2022), o filme tem estrelando Naomi Scott como uma pop star que começa a viver uma série de eventos perturbadores enquanto está prestes a sair em uma turnê. Também compõem o elenco Rosemarie DeWitt, Lukas Gage, Miles Gutierrez-Riley, Peter Jacobson, Ray Nicholson, Dylan Gelula, e Raúl Castillo, além de Kyle Gallner reprisar seu papel do primeiro filme.
Em março de 2023, após o sucesso comercial de Smile, Parker Finn assinou com a Paramount Pictures para desenvolver outros projetos de terror. No mês seguinte, se iniciou a pré-produção para uma sequência de Smile, com Finn retornando como roteirista e diretor. As filmagens ocorreram no início de 2024 em Nova Iorque.
Smile 2 foi lançado nos cinemas dos Estados Unidos em 18 de outubro de 2024, enquanto no Brasil e em Portugal ocorreu em 17 de outubro de 2024. O filme recebeu avaliações positivas da crítica e arrecadou US$ 55 milhões mundialmente.

## Enredo
Seis dias após testemunhar o suicídio de Rose Cotter e ter recebido a maldição da entidade que sorri, o policial Joel tenta passar a maldição adiante em um confronto com dois criminosos, com o intuito de fazer um deles de testemunha. Depois de matar seu alvo, a testemunha morre em um tiroteio. No entanto, o traficante Lewis Fregoli inadvertidamente assiste a situação e recebe a maldição. Livre, Joel tenta fugir de outros criminosos mas é morto ao ser atropelado por uma caminhonete.
Na cidade de Nova Iorque, a pop star ganhadora do Grammy Skye Riley se prepara para uma turnê após um problema com abuso de substâncias que se tornou público e um acidente de trânsito que matou seu namorado, o ator Paul Hudson. Apesar da constante supervisão de sua mãe e empresária Elizabeth e de seu assistente Joshua, Skye sai escondida para comprar Vicodin de Lewis para sua dor nas costas. Skye testemunha ele, em um estado maníaco, sorrir e bater na própria cabeça com um peso de haltere, cometendo suicídio. Traumatizada, Skye foge, com medo de chamar a polícia e revelar sua presença.
Skye começa a ter alucinações físicas e auditivas, incluindo pessoas sorrindo de um jeito estranho para ela, causando a deterioração rápida de sua saúde mental. Desesperada, ela se reconcilia com sua melhor amiga Gemma, que estava afastada. Skye recebe uma mensagem de texto de um número desconhecido, avisando que sabe que ela estava no apartamento de Lewis e que ela está em perigo. Em um evento de caridade realizado por Darius, um executivo da indústria musical, onde Skye é convidada para discursar, seu ponto de escuta para de funcionar — depois revelado ser uma alucinação — e força Skye a improvisar sua fala, reclamando como sua música nunca a inspirou de verdade. Na platéia em choque, ela vê "Paul" sorrindo e, em pânico, Skye acidentalmente machuca um idoso no palco.
Skye se encontra com quem enviou a mensagem de texto, Morris, um enfermeiro em urgência que esteve monitorando a entidade responsável pela morte do seu irmão. Ele explica que a entidade passa para qualquer um que testemunhe a morte da vítima. Morris teoriza que a entidade é um parasita e pode morrer sem um hospedeiro. Ele sugere parar o coração de Skye e a ressuscitar para quebrar a maldição, mas ela vai embora após ser reconhecida. Em seu apartamento, Skye é atacada pela entidade, que aparece como seu grupo de dançarinos a segurando enquanto um braço é enfiado na sua garganta, antes de ficar inconsciente.
Então é revelado que ela causou o acidente que matou Paul ao pegar o volante enquanto discutiam sob efeito de substâncias. Skye acorda em um centro de bem-estar e após uma discussão com sua mãe, assiste horrorizada enquanto Elizabeth quebra um espelho e repetidamente se esfaqueia com um caco de vidro. Ela tenta fugir e percebe que, sob controle da entidade, está segurando o caco de vidro ensanguentado, revelando que ela esfaqueou Elizabeth. Skye escapa do centro de bem-estar e se encontra com Gemma, roubando o carro do motorista particular de Skye juntas para encontrar Morris e fazer o processo de ressureição. No entanto, Skye recebe uma ligação de Gemma, revelando que a entidade estava se passando por ela. Skye encontra Morris em uma lanchonete abandonada, onde eles planejam usar a câmara fria para fazer o processo lentamente e prevenir danos cerebrais permanentes. Depois que Morris sai, a entidade, aparecendo como uma versão de Skye, a ataca, mas Skye resiste e aplica em si mesma uma seringa para parar seu coração, apenas para descobrir que continua alucinando. A entidade a prende no seu closet e a pede para quebrar uma perna.
Skye então se encontra no palco da noite de abertura da sua turnê no Madison Square Garden. Uma Elizabeth ainda viva, Joshua e Darius assistem da plateia, revelando que todos os eventos dos últimos dias foram outra alucinação. Vista apenas por Skye, a entidade aparece e revela sua verdadeira forma. A entidade a possui entrando por sua boca, enquanto que a audiência vê ela sufocando e desmaiando. Agora possuída pela entidade, Skye se levanta e revela um sorriso ameaçador e se empala com o microfone em seu olho na frente de milhares de espectadores horrorizados. 

## Elenco

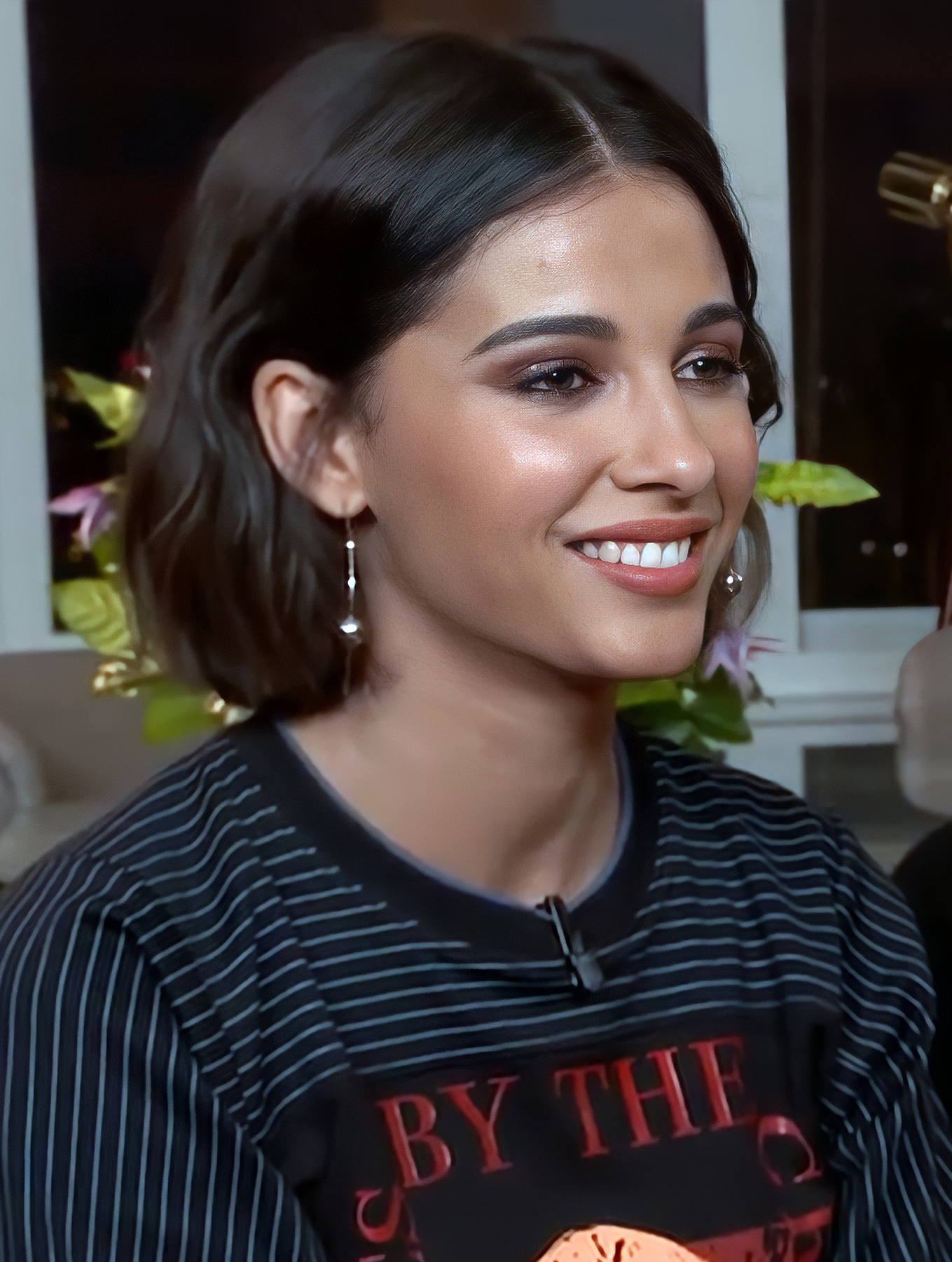
Naomi Scott estrela como a cantora pop Skye Riley

- Naomi Scott como Skye Riley, uma artista pop
- Rosemarie DeWitt como Elizabeth Riley, mãe e empresária de Skye
- Lukas Gage como Lewis Fregoli, um traficante e então colega de classe de Skye
- Miles Gutierrez-Riley como Joshua, assistente de Elizabeth e Skye
- Peter Jacobson como Morris, um enfermeiro
- Ray Nicholson como Paul Hudson, um falecido ator e então namorado de Skye
- Dylan Gelula como Gemma, a melhor amiga afastada de Skye
- Raúl Castillo como Darius, o dono da gravadora de Skye
- Kyle Gallner como Joel, um policial que havia sido amaldiçoado pela entidade

Adicionalmente, Drew Barrymore aparece como ela mesma, entrevistando Skye no seu talk show, enquanto o diretor Parker Finn aparece como um fotógrafo.

## Produção
O roteirista e diretor de Smile Parker Finn deixou intencionalmente partes ambíguas no primeiro filme, com várias situações não resolvidas no enredo, para criar a oportunidade de explorar esses detalhes em uma sequencia. Ele atestou que enquanto outros filmes podem explorar a origem da entidade, ele gostaria de manter sua natureza intacta, acrescentando que uma continuação pode ser notavelmente diferente do primeiro, afirmando que "ainda existe muitos materiais interessantes para explorar no universo de Smile. Eu gostaria de ter certeza que existe uma maneira nova, emocionante e diferente de abordar que os espectadores não estejam esperando." Em março de 2023, após o sucesso comercial de Smile, Finn assinou um contrato de pré-projeto com a Paramount Pictures para desenvolver outras obras de terror. No mês seguinte, durante a CinemaCon, a Paramount anunciou que uma continuação de Smile recebeu um sinal verde e estava em pré-produção, com Finn retornando como roteirista e diretor.
Em dezembro de 2023, Naomi Scott foi escalada no papel principal, no qual ela declarou que foi inspirado em Lady Gaga no início da década de 2010 e também em Britney Spears. No começo de 2024, Rosemarie DeWitt, Dylan Gelula, Raúl Castillo e Miles Gutierrez-Riley se juntaram ao elenco. Kyle Gallner reprisou seu papel do primeiro filme como Joel. Em setembro de 2024, foi revelado que Drew Barrymore poderia aparecer como ela mesma no filme. A escalação de Ray Nicholson foi uma homenagem ao papel de seu pai Jack Nicholson em The Shining (1980). As filmagens ocorreram entre janeiro e março de 2024 por todo o Hudson Valley, em Nova Iorque, primariamente em Newburgh, Poughkeepsie, Wappingers Falls, Albany e na capital do estado. A equipe do primeiro filme que retornou para a sequencia contou com Charlie Sarroff na cinematografia, Elliot Greenberg na edição e Cristobal Tapia de Veer na trilha sonora. O orçamento do filme foi de US$ 28 milhões.

## Lançamento
O filme foi lançado pela Paramount Pictures em 18 de outubro de 2024.